# 데빈 메소라코
데빈 더글러스 메소라코(영어: Devin Douglas Mesoraco, 1988년 6월 19일 ~ )은 메이저 리그 뉴욕 메츠의 포수이다.